# Yunusa Muritala
Yunusa Owolabi Muritala (Lagos, 2 aprile 2000) è un calciatore nigeriano, attaccante dello Sigma Olomouc.

## Carriera
Cresciuto calcisticamente in patria nel Dominion Hotspur, nel 2018 approda in Turchia al Göztepe, che lo aggrega al proprio settore giovanile. Nel gennaio 2020 viene acquistato dai belgi del Westerlo, ma, dopo non aver disputato alcun incontro ufficiale, nel marzo 2021 viene ceduto ai lettoni del Metta/LU, che nel mese di giugno lo girano in prestito al Riga FC fino al termine della stagione. Dopo aver trascorso un'altra mezza stagione nella massima divisione lettone, nel luglio 2022 si è trasferito ai maltesi dell'Hibernians.

## Statistiche

### Presenze e reti nei club
Statistiche aggiornate al 29 luglio 2022.
| Stagione        | Squadra         | Campionato      | Campionato | Campionato | Coppe nazionali | Coppe nazionali | Coppe nazionali | Coppe continentali | Coppe continentali | Coppe continentali | Altre coppe | Altre coppe | Altre coppe | Totale | Totale |
| Stagione        | Squadra         | Comp            | Pres       | Reti       | Comp            | Pres            | Reti            | Comp               | Pres               | Reti               | Comp        | Pres        | Reti        | Pres   | Reti   |
| --------------- | --------------- | --------------- | ---------- | ---------- | --------------- | --------------- | --------------- | ------------------ | ------------------ | ------------------ | ----------- | ----------- | ----------- | ------ | ------ |
| gen.-giu. 2021  | Metta/LU        | VL              | 12         | 9          | CL              | -               | -               |                    | -                  | -                  |             | -           | -           | 12     | 9      |
| giu.-dic. 2021  | Riga FC         | VL              | 7          | 0          | CL              | 2               | 1               | UCL+UECL           | 1+5                | 0+2                |             | -           | -           | 15     | 3      |
| gen.-lug. 2022  | Metta/LU        | VL              | 9          | 2          | CL              | 0               | 0               |                    | -                  | -                  |             | -           | -           | 9      | 2      |
| 2022-2023       | Hibernians      | PL              | 0          | 0          | CM              | 0               | 0               | UCL+UECL           | 0+2                | 0+1                |             | -           | -           | 2      | 1      |
| Totale carriera | Totale carriera | Totale carriera | 28         | 11         |                 | 2               | 1               |                    | 8                  | 3                  |             | -           | -           | 38     | 15     |